# Cascades Owharoa
Les cascades Owharoa són unes cascades de Nova Zelanda, localitzades a la carretera Waitawheta Road, prop de la State Highway 2, entre Paeroa i Waihi.